# Brian Sibley
Brian David Sibley, född 14 juli 1949 i Wandsworth, London, England, är en brittisk manusförfattare och författare av barnlitteratur. Han har bland annat skrivit flera följetonger till BBC.